# Східне кладовище (Мінськ)
Східний цвинтар (неофіційна назва — Московський) — цвинтар міста Мінська. Відкритий 1952 року в районі поховання німецьких солдат, яке розташовано навпроти, через проспект Незалежності. Офіційно закритий для поховання 2003 року. Загальна площа — 23,1 га.

## Могили відомих людей

### Державні діячі
- Аксенов Олександр Никифорович (1924–2009), голова Ради міністрів БРСР у 1978–1983, посол СРСР в ПНР у 1983–1985, голова Держтелерадіо СРСР у 1985–1989 роках;
- Кисельов Григорій Якович (1913–1970), міністр культури БРСР у 1953–1964, міністр просвіти БРСР у 1964—68, заступник голови Ради міністрів БРСР у 1968–1970 роках;
- Кисельов Тихін Якович (1917–1983), голова Ради міністрів БРСР у 1959–1978, 1-й заступник голови Ради міністрів СРСР у 1978—80, 1-й секретар ЦК КПБ у 1980–1983 роках, Герой Соціалістичної Праці (1977);
- Козлов Василь Іванович (1903–1967), голова Президії Верховної Ради БРСР у 1948—67 роках, Герой Радянського Союзу (1942), генерал-майор;
- Лівенцев Віктор Ілліч (1918–2009), голова Спорткомітету при Раді міністрів БРСР у 1958-78, керівник справами ЦК КПБ у 1978–1986 роках, Герой Радянського Союзу (1944);
- Макей Володимир Володимирович (1958—2022) — міністр закордонних справ (2012—2022);
- Машеров Петро Миронович (1918–1980), 1-й секретар ЦК КПБ у 1965–1980 роках, Герой Радянського Союзу (1944), Герой Соціалістичної Праці (1978);
- Павлов Михайло Якович (1952–2010), голова Мінського міськвиконкому у 2000–2009 роках;
- Притицький Сергій Осипович (1913–1971), голова Президії Верховної Ради БРСР у 1968–1971 роках;
- Сурганов Федір Анісимович (1911–1976), голова Президії Верховної Ради БРСР у 1971–1976 роках;
- Таразевич Георгій Станіславович (1938–2003), голова Президії Верховної Ради БРСР у 1985-89 роках;
- Шавров Олексій Семенович (1904–1974), міністр Торгівлі БРСР і заступник голови Ради Міністрів БРСР у 1964–1971 роках.

### Літератори
- Бровка Пятрусь (1905–1980), письменник і поет, народний поет БРСР, академік АН БРСР, Герой Соціалістичної Праці (1971), лауреат Ленінської та двох Сталінських премій;
- Биков Василь Володимирович (1924–2003), письменник, народний письменник БРСР, Герой Соціалістичної Праці (1984), лауреат Ленінської та Державної премії СРСР;
- Глєбка Петро Федорович (1905–1969), поет і драматург, академік АН БРСР;
- Гречаніков Анатолій Семенович (1938–1991), поет, лауреат Державної премії БРСР;
- Кастусь Кірієнко (1918–1988), поет, заслужений діяч мистецтв БРСР, лауреат Державної премії БРСР;
- Короткевич Володимир Семенович (1930–1984), письменник і поет, лауреат Державної премії БРСР;
- Макайонок Андрій Єгорович (1920–1982), драматург, народний письменник БРСР;
- Мелєж Іван Павлович (1921–1976), письменник, народний письменник БРСР, лауреат Ленінської премії;
- Панченко Пімен Омелянович (1917–1995), поет, народний поет БРСР, лауреат Державної премії СРСР;
- Пестрак Пилип Семенович (1903–1978), поет і письменник, лауреат Державної премії БРСР;
- Шамякін Іван Петрович (1921–2004), письменник, народний письменник БРСР, академік АН БРСР, Герой Соціалістичної Праці (1991), лауреат Сталінської премії третього ступеня;
- Євгенія Янищиць (1948–1988), поетеса;
- Янка Мавр (1883–1971), письменник, лауреат Державної премії БРСР;
- Ясень Михайло Аронович (1924–2006), поет-пісенник;

### Артисти
- Аладов Микола Ілліч (1890–1972), композитор;
- Александровська Лариса Помпеївна (1904–1980), оперна співачка, народна артистка СРСР, лауреат Сталінської премії другого ступеня;
- Бельзацький Юрій Давидович (1909–1963), композитор, головний диригент Театру музичної комедії, художній керівник естрадного оркестру Білоруського радіо й телебачення;
- Богатирьов Анатолій Васильович (1913–2003), композитор, народний артист БРСР, лауреат Сталінської премії другого ступеня;
- Владомирський Володимир Йосипович (1893–1971) — актор, народний артист СРСР;
- Вуячич Віктор Лук'янович (1934–1999), естрадний співак, народний артист БРСР;
- Глєбов Гліб Павлович (1899–1967), актор, народний артист СРСР, лауреат двох Сталінських премій другого ступеня;
- Глєбов Євген Олександрович (1929–2000), композитор, народний артист СРСР;
- Давидович Лілія Михайлівна (1936–2002), акторка, народна артистка Білорусі, лауреат Державної премії БРСР;
- Данилюк Світлана Пилипівна (1939–2003), оперна співачка, народна артистка СРСР;
- Дедюшко Володимир Йосипович (1905–1973), актор, народний артист СРСР, лауреат Сталінської премії третього ступеня;
- Добролюбов Ігор Михайлович (1933–2010), кінорежисер, сценарист, народний артист БРСР;
- Дубашинський Павло Пилипович (1931–2000), актор, народний артист БРСР;
- Єременко Микола Миколайович (старший) (1926–2000), актор, народний артист СРСР;
- Єременко Микола Миколайович (молодший) (1949–2001), актор, народний артист Росії;
- Жинович Йосип Йосипович (1907–1974), художній керівник і головний диригент Державного народного оркестру БРСР, народний артист СРСР;
- Жуков Михайло Васильович (1911–1967), актор;
- Капланов Ізмаїл Львович (1938–2011), композитор і співак, заслужений артист Білорусі;
- Климова Олександра Іванівна (1921–2005), акторка, народна артистка СРСР;
- Корш-Саблін Володимир Володимирович (1900–1974), кінорежисер, народний артист СРСР, лауреат Сталінської премії третього ступеня;
- Калінін Микола Артемович (1937–1974), радянський кінорежисер;
- Макарова Галина Климентівна (1919–1993), акторка, народна артистка СРСР;
- Молчанов Павло Степанович (1902–1977), актор, народний артист СРСР, лауреат Сталінської премії другого ступеня;
- Мулявін Володимир Георгійович (1941–2003), співак, композитор, засновник і художній керівник ВІА «Песняры», народний артист СРСР;
- Платонов Борис Вікторович (1903–1967), актор, народний артист СРСР, лауреат двох Сталінських премій;
- Пташук Михайло Миколайович (1943–2002), кінорежисер, народний артист БРСР;
- Рахленко Леонід Григорович (1907–1986), актор і режисер, народний артист СРСР;
- Ржецька Лідія Іванівна (1899–1977), акторка, народна артистка СРСР, лауреат Сталінської премії третього ступеня;
- Ровдо Віктор Володимирович (1921–2007), хоровий диригент і викладач, народний артист СРСР;
- Санніков Костянтин Миколайович (1896–1965), режисер і актор, народний артист БРСР, лауреат двох Сталінських премій;
- Станюта Стефанія Михайлівна (1905–2000), акторка, народна артистка СРСР;
- Стомма Здіслав Францович (1907–1992), актор, народний артист СРСР;
- Тарасов Віктор Павлович (1934–2006), актор, народний артист СРСР;
- Тикоцький Євген Карлович (1893–1970), композитор, народний артист СРСР;
- Туров Віктор Тимофійович (1936–1996), кінорежисер і сценарист, народний артист СРСР, лауреат Державної премії СРСР;

### Спортсмени
- Клим Ромуальд Йосипович (1933–2011), олімпійський чемпіон у метанні молота (1964), заслужений майстер спорту СРСР, заслужений тренер БРСР;
- Самусенко Тетяна Дмитрівна (1938–2000), фехтувальниця, триразова олімпійська чемпіонка (1960, 1968, 1972), заслужений майстер спорту.
- Салей Руслан Альбертович (1974–2011), хокеїст, капітан збірної Білорусі, учасник трьох Олімпіад та восьми чемпіонатів світу

### Вчені
- Александров Микола Миколайович (1917–1981), радянський хірург, організатор охорони здоров'я, член-кореспондент АМН СРСР, професор.
- Красін Андрій Капітонович (1911–1981), радянський фізик, один із творців першої в світі АЕС.
- Купревич Василь Феофанович (1897–1969), ботанік, президент АН БРСР у 1952—69, член-кореспондент АН СРСР, Герой Соціалістичної Праці (1969);

### Військовики
- Алехнович Антон Адамович (1914–1979), льотчик, Герой Радянського Союзу (1944);
- Антонов Олександр Антонович (1915–1997), учасник Великої Вітчизняної війни, командир стрілецького батальйону 646-го стрілецького полку 152-ї стрілецької дивізії 28-ї армії 1-го Українського фронту, Герой Радянського Союзу, майор.
- Біда Леонід Гнатович (1920–1976), льотчик, генерал-лейтенант авіації, двічі Герой Радянського Союзу (1944, 1945);
- Белявін Євель Самуїлович (1920–1972), учасник Великої Вітчизняної війни, Герой Радянського Союзу, гвардії старший лейтенант.
- Головачов Павло Якович (1917–1972) — радянський льотчик-ас, двічі Герой Радянського Союзу.
- Кірсанов Олександр Васильович (1898–1994) — командир 76-й гвардійської стрілецької дивізії 61-ї армії Центрального фронту, гвардії генерал-майор, Герой Радянського Союзу.
- Мазаник Олена Григорівна (1914–1996), розвідниця, Герой Радянського Союзу (1943);
- Осипова Марія Борисівна (1908–1999), підпільниця, Герой Радянського Союзу (1943);
- Пеньковський Валентин Антонович (1904–1969), генерал армії;

### Митці
- Азгур Заїр Ісакович (1908–1995), радянський та білоруський скульптор, народний художник СРСР;
- Бембель Андрій Онуфрійович (1905–1986), скульптор, народний художник БРСР;
- Кіщенко Олександр Михайлович (1933–1997), художник, народний художник Білорусі, лауреат Державних премій БРСР;
- Савицький Михайло Андрійович (1922–2010), художник, народний художник СРСР, академік Академії мистецтв СРСР, Герой Білорусі (2006);
- Шпіт Юрій Васильович (1930–2008), білоруський архітектор, заслужений архітектор Білорусі (1969), доцент (1963), академік Російської академії архітектури та будівництва.

## Інші
- Бебенін Олег Миколайович, журналіст